# 100 степени
100 степени је други студијски албум црногорског поп-фолк певача Дада Полументе, издат 2004. године за Гранд продакшн. Овај албум је прославио певача и на њему се налази хит Ана Марија посвећен његовој тадашњој партнерки Ани Марији Кикош, са којом има сина. Такође се издвојила балада Срце је небитно. Пратеће вокале певале су Леонтина, Александра Радовић и Јелена Живановић. Неке песме су обраде грчких и турских песама.

## Списак песама
| №   | Назив               | Текст                      | Музика                | Трајање |  |
| 1.  | Ана Марија          | Дадо Полумента             | Антонис Ремос         | 4:00    |  |
| 2.  | Срце је небитно     | Иван Јањић                 | Сотис Воланис         | 4:00    |  |
| 3.  | Када пијем          | Бранислав Самарџић         | Бранислав Самарџић    | 3:07    |  |
| 4.  | 100 степени         | Иван Јањић                 | Таркан                | 4:30    |  |
| 5.  | Нерви од челика     | Бранислав Самарџић         | Бранислав Самарџић    | 3:20    |  |
| 6.  | Ај жива била        | Бранислав Самарџић         | Бранислав Самарџић    | 3:58    |  |
| 7.  | Позовите 93         | Бранислав Самарџић         | Бранислав Самарџић    | 3:56    |  |
| 8.  | Екстаза             | Дадо Полумента             | Сертаб Еренер, Таркан | 3:33    |  |
| 9.  | Погледај како играм | Ди-џеј Тонка               | Ди-џеј Тонка          | 3:30    |  |
| 10. | Очи од стида        | Бранислав Саамрџић         | Бранислав Самарџић    | 4:03    |  |
| 11. | Мила                | Дадо Полумента, Иван Јањић | Антонис Ремос         | 4:39    |  |